# Суслово (Владимирская область)
Суслово — деревня в Камешковском районе Владимирской области России, входит в состав Второвского муниципального образования.

## География
Деревня расположена в 14 км на восток от центра поселения села Второво и в 11 км на юг от райцентра Камешково.

## История
В конце XIX — начале XX века деревня входила в состав Эдемской волости Ковровского уезда, с 1926 года — в составе Второвской волости Владимирского уезда. В 1926 году в деревне числилось — 16 дворов.
С 1929 года деревня входила в состав Истоминского сельсовета Владимирского района, с 1940 года — в составе Патакинского сельсовета Камешковского района, с 1954 года — в составе Тереховицкого сельсовета, с 1977 года — в составе Волковойновского сельсовета, с 2005 года — в составе муниципального образования Второвское.

## Население
| 1926 | 2002 | 2010 | 2021 |
| ---- | ---- | ---- | ---- |
| 80   | ↘3   | ↗7   | ↗10  |